# Platysoma raffrayi
Platysoma raffrayi är en skalbaggsart som beskrevs av Desbordes 1929. Platysoma raffrayi ingår i släktet Platysoma och familjen stumpbaggar. Inga underarter finns listade i Catalogue of Life.